# Meaning of Life Tour
Il Meaning of Life Tour è il nono tour della cantante Kelly Clarkson, a supporto dell'album Meaning of Life (2017).
È iniziato a Oakland il 24 gennaio 2019 e si concluderà a Greenville il 30 marzo dello stesso anno.

## Scaletta
Questa è la scaletta relativa alla data di Oakland del 24 gennaio 2019, non a tutte le date del tour.
A Moment like This (intro)
1. Meaning of Life
2. Walk Away
3. Love So Soft
4. Whole Lotta Woman
5. Behind These Hazel Eyes
6. Piece by Piece
7. Breakaway
8. Because of You / Just Missed the Train / Beautiful Disaster / Sober / Good Goes the Bye / Would You Call That Love

A Minute (interlude)
1. Cover Song (diversa in ogni data)
2. Run Run Run
3. Move You
4. My Life Would Suck Without You
5. Heat
6. Heartbeat Song
7. Miss Independent
8. It's Quiet Uptown
9. Never Enough
10. Stronger (What Doesn't Kill You)
11. Since U Been Gone

## Date
| Date             | Città          | Paese        | Luogo                   |
| Nord America     | Nord America   | Nord America | Nord America            |
| ---------------- | -------------- | ------------ | ----------------------- |
| 24 gennaio 2019  | Oakland        | Stati Uniti  | Oracle Arena            |
| 25 gennaio 2019  | Fresno         | Stati Uniti  | Save Mart Center        |
| 26 gennaio 2019  | Los Angeles    | Stati Uniti  | Staples Center          |
| 30 gennaio 2019  | Salt Lake City | Stati Uniti  | Vivint Smart Home Arena |
| 1º febbraio 2019 | Glendale       | Stati Uniti  | Gila River Arena        |
| 7 febbraio 2019  | Kansas City    | Stati Uniti  | Sprint Center           |
| 8 febbraio 2019  | Tulsa          | Stati Uniti  | BOK Center              |
| 9 febbraio 2019  | Southaven      | Stati Uniti  | Landers Center          |
| 14 febbraio 2019 | Grand Rapids   | Stati Uniti  | Van Andel Arena         |
| 15 febbraio 2019 | Green Day      | Stati Uniti  | Resch Center            |